# Alimodian
Alimodian (en hiligaïnon Banwa sang Alimodian ; en tagalog : Bayan ng Alimodian)  est une municipalité de la province d'Iloílo, sur l'île de Panay, aux Philippines.
Lors du recensement de 2020, sa population s'élève à 39 722 habitants.

## Géographie
Alimodian est située au sud-ouest de Panay, une des îles de l'archipel des Visayas, au centre de l'archipel des Philippines.
|             | Maasin    | Cabatuan   |
| San Remigio | Alimodian |            |
|             | Leon      | San Miguel |

D'une superficie totale de 144,82 kilomètres carrés, elle est divisée administrativement en 51 barangays : 

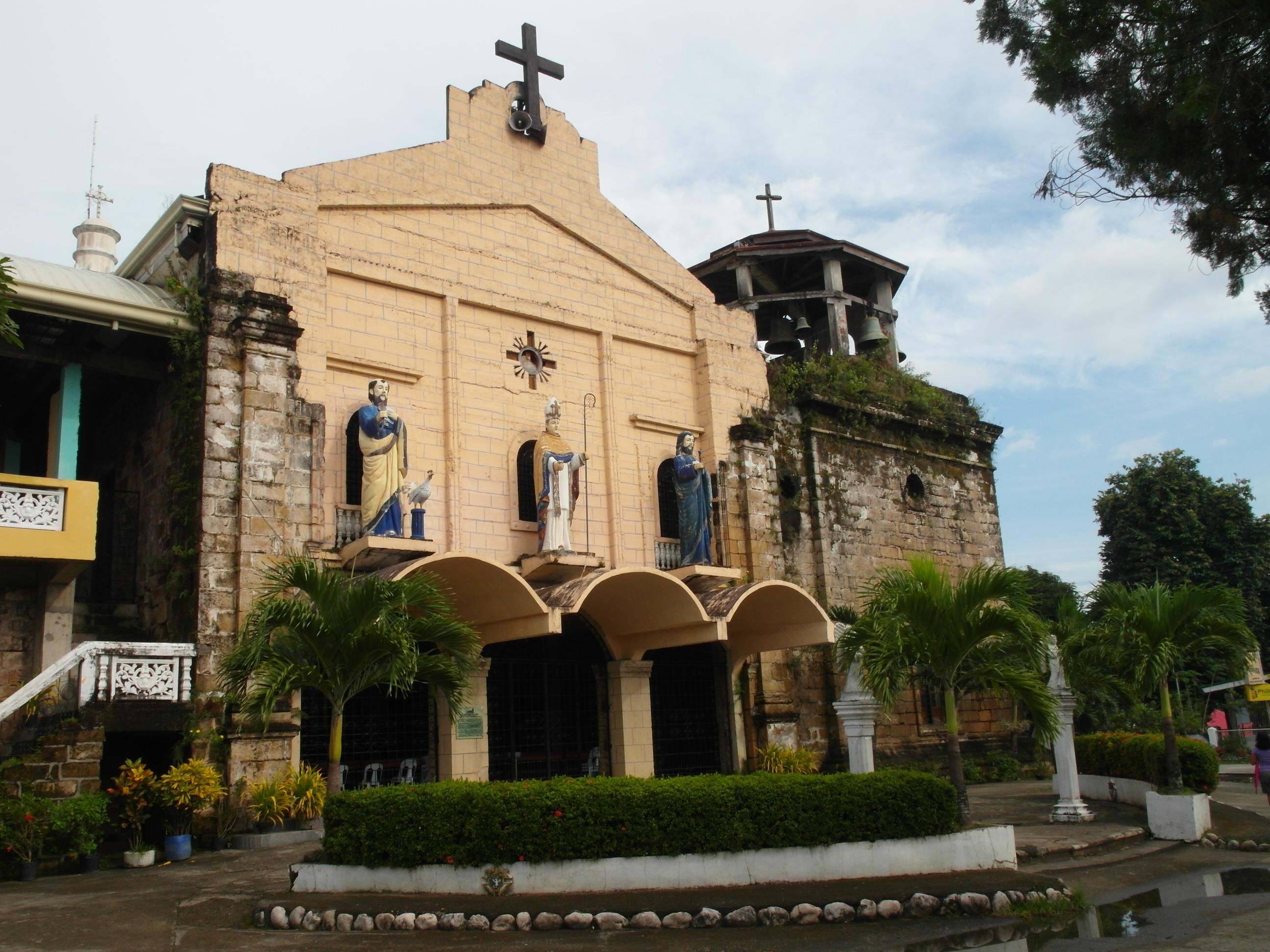
Église catholique d'Alimodian

- Abang-abang
- Agsing
- Atabay
- Ba-ong
- Baguingin-Lanot
- Bagsakan
- Bagumbayan-Ilajas
- Balabago
- Ban-ag
- Bancal
- Binalud
- Bugang
- Buhay
- Bulod
- Cabacanan Proper
- Cabacanan Rizal
- Cagay
- Coline
- Coline-Dalag
- Cunsad
- Cuyad
- Dalid
- Dao
- Gines
- Ginomoy
- Ingwan
- Laylayan
- Lico
- Luan-luan
- Malamhay
- Malamboy-Bondolan
- Mambawi
- Manasa
- Manduyog
- Pajo
- Pianda-an Norte
- Pianda-an Sur
- Punong
- Quinaspan
- Sinamay
- Sulong
- Taban-Manguining
- Tabug
- Tarug
- Tugaslon
- Ubodan
- Ugbo
- Ulay-Bugang
- Ulay-Hinablan
- Umingan
- Poblacion